# تشارلز ت. بيبر
تشارلز تايلور بيبر (2 ديسمبر 1830 - 28 مايو 1903) كان طبيبًا وجراحًا أمريكيًا، وغالبًا ما يُعرف بأنه يحمل نفس اسم العلامة التجارية لمشروبات دكتور بيبر الغازية. توجد العديد من القصص حول أصول اسم المشروب، والتي لم يتمكن متحف دكتور بيبر من تأكيدها أو التحقق من صحة أي منها.
كان بيبر جراحًا كونفدراليًا خلال الحرب الأهلية الأمريكية إذ كان يمارس المهنة في إحدى الكليات في فرجينيا. بعد الحرب، افتتح متجر أدوية في بلدة رورال ريتريات حيث باع المستلزمات الطبية وعمل في المجال الطبي مقدمًا الخدمات للمنطقة المحيطة. مكث في فرجينيا طوال حياته.

## النشأة
ولد بيبر في بيغ سبرينغ، فرجينيا، في 2 ديسمبر 1830. كان الطفل الثاني عشر لجون وماري بيبر (اسمها قبل الزواج روبرتسون).

## فترة منتصف العمر
التحق بيبر بجامعة فرجينيا للتدريب الطبي وحصل على درجة دكتور في الطب عام 1855، وبدأ ممارسته في العام التالي. كان جراحًا كونفدراليًا خلال الحرب الأهلية الأمريكية ومارس المهنة في كلية إيموري وهنري. من عام 1862 حتى عام 1865، استولت الولايات الكونفدرالية الأمريكية على الكلية واستخدمتها مشفىً.
تزوج بيبر من إيزابيلا هاو (1838–1903) من رورال ريتريات في 18 مايو 1858، في مقاطعة بولاسكي، فرجينيا. كانت قريبة جيمس هودغ تايلر، حاكم فرجينيا المستقبلي. كان لديهم خمسة أطفال ولدوا جميعًا في رورال ريتريات، كبر أربعة منهم ليصلوا مرحلة البلوغ. كان أطفالهم ويليام هاو (من مواليد 11 أبريل 1859) وتشارلز روبرتسون (من مواليد 14 نوفمبر 1862) وماري مارغريت (1865-1867) ولويس إرفين (من مواليد 14 فبراير 1872) ووروث ماكدويل (من مواليد 20 أغسطس 1874).
انتقل بيبر إلى بريستول بولاية تينيسي بعد الحرب وعمل طبيبًا. في عام 1879، انتقل بالقرب من رورال ريتريات، فرجينيا، وبنى منزلًا أطلق عليه اسم غراسلاند. اشترى مبنىً تجاريًا في وسط رورال ريتريات وحوله إلى عيادة طبيب ومخزن للأدوية. هناك، مارس الطب لعقود من الزمن وباع المستلزمات الطبية في جميع أنحاء مقاطعة وايذ، فرجينيا. استمر بيبر في عمله طبيبًا ممارسًا حتى عام 1896. اشترى آخرون مبنى متجر الأدوية الذي كان يملكه في وقت لاحق وتوقف عن العمل في عام 1994.

## حياته اللاحقة
كان بيبر وزوجته منخرطين بشكل كبير في الشؤون المدنية والكنيسة المشيخية في رورال ريتريات. من وقت لآخر، كان يقدم الرعاية الطبية المجانية اللازمة للفقراء. كان لويس، نجل بيبر، محررًا لصحيفة إيفنينغ بي في دانفيل عام 1903 عندما تلقى برقية تفيد بأن والده توفي في منزله في رورال ريتريات. توفي بيبر بعد صراع طويل مع المرض في 29 مايو، وتوفيت زوجته (والدة لويس) قبل شهرين في 9 مارس.

## أصل مشروب دكتور بيبر
وظف بيبر ويد موريسون في عام 1874، وعمل موريسون لدى بيبر لبضع سنوات، ثم غادر في عام 1880 للسفر غربًا. في تكساس، حصل موريسون على وظيفة صيدلي في أوستن ثم لاحقًا في راوند روك. تنقل موريسون حول تكساس، واستقر في واكو. في عام 1882 اشترى متجر أدوية جون دبليو. كاسلز في وسط مدينة واكو. في عام 1885، عين موريسون الصيدلي تشارلز ألدرتون. كان ألدرتون، من ولاية نيويورك، قد درس في إنجلترا، واكتسب خبرةً في المشروبات الغازية. خلط موريسون وألدرتون المياه الغازية وعصائر الفاكهة والسكر لإنتاج مشروب غازي ذي طعم غير عادي. أطلق عليه في النهاية اسم «واكو» -كان الزبائن في متجر الأدوية يطلبون هذا المشروب قائلين، اسكب الواكو. هناك نحو ألف شخص في رورال ريتريات يزعمون أن تركيبة المشروب قد سرقها موريسون. كتب بيبر، المعروف بتصنيع مشروبات غازية من الأعشاب، ملاحظة في أحد دفاتر متجره أنه ابتكر «سوامب روت» -مشروب الكينين والتوابل والزبيب والصودا.